# Leptodactylus tapiti
Leptodactylus tapiti és una espècie de granota que viu al Brasil.